# Giovanni Morelli (musicologo)
Giovanni Morelli (Faenza, 14 maggio 1942 – Venezia, 12 luglio 2011) è stato un musicologo italiano.

## Biografia
Nato a Faenza, ma cresciuto a Rimini, dopo aver conseguito la laurea in medicina presso l'Università di Bologna, si è dedicato all'insegnamento presso l'Accademia di belle arti di Bologna, dove ha lavorato dal 1965 al 1978.
A partire dal 1978 ha insegnato musicologia all'Università Ca' Foscari Venezia.  È stato infaticabile organizzatore di convegni musicologici e attività musicali presso la Fondazione Giorgio Cini, della quale ha diretto l'Istituto per la Musica dal 1985 fino alla morte.
I suoi studi hanno abbracciato quattro secoli di storia della musica, dal Seicento all'epoca contemporanea. La sua attenzione si è rivolta a figure di artisti e intellettuali dal profilo eterogeneo, quali Jean-Jacques Rousseau, Jean-Philippe Rameau, Gian Francesco Malipiero, Nino Rota, Virgil Thomson e Luigi Nono. La sua stessa formazione mista, di umanista forte di studi scientifici (binomio in qualche modo incarnato già nel volume illustrato Anatomia per gli artisti, pubblicato da Giovanni Morelli a partire dal precedente omonimo libro pubblicato nel 1940 del padre Angelo, 1900-1957), l'ha portato a privilegiare gli approcci interdisciplinari. Un filone di ricerca culminato in una serie di scritti su cinema e musica, fino alla pubblicazione dell'ultima monografia, Prima la musica, poi il cinema, interamente dedicata a sondare i legami estetici, genetici e culturali tra le due arti.
Nel 2006 ha ricevuto il premio Imola, «una vita per la critica».
Ha sposato la cantante Margot.
È scomparso nel 2011, all'età di 69 anni, dopo un intervento al cuore.

## Scritti
- Mitologie. Convivenze di musica e mitologia, Venezia, La Biennale, pp. 261, 1979, ISBN 8820802554
- Scompiglio e lamento. Simmetrie dell'incostanza e incostanza delle simmetrie: “L'Egisto” di Faustini e Cavalli 1643, Venezia, La Fenice, pp. 190, 1982, ISBN 9788806171
- Barocchismi. Aspetti di Revival nei periodi classico e romantico, Milano, Ricordi, pp. 192, 1983, ISBN 8822246977
- Il tranquillo seren del secol d'oro. Musica e spettacolo musicale a Venezia e Vienna fra Seicento e Settecento, Milano, Ricordi, pp. 260, 1984, ISBN 8822250133
- Paradosso del farmacista. Il Metastasio nella morsa del tranquillante, Venezia, Marsilio - Presente Storico, 8, pp. 305, 1985, ISBN 8831770500
- L'opera nella cultura nazionale italiana, in Storia dell'opera italiana, VI, EDT, Torino, 1988, pp. 393-453, ISBN 8870630544
- Il morbo di Rameau. La nascita della critica musicale, il Mulino, 1989, ISBN 8815023275
- Giovanni Morelli, Gianmario Borio, Veniero Rizzardi, La nuova ricerca sull'opera di Luigi Nono, Firenze, Olschki, pp. 246, Archivio Luigi Nono Studi I, Studi di musica veneta, 1997, ISBN 8822246977
- Very well Saints. A sum of deconstructions. Illazioni su Gertrude Stein e Virgil Thomson (Paris 1928), Firenze, Olschki, pp. 159, («Historiae musicae cultores 85»), 2000, ISBN 8822248481
- Scenari della lontananza. La musica del Novecento fuori di sé, Venezia, Marsilio-Saggi Marsilio, pp. 260, 2003, ISBN 8831782444
- La carica dei quodlibet. Carte diverse e alcune musiche inedite del Maestro Malipiero, Firenze, Olschki, pp. 141, 2005, ISBN 8822254635
- Prima la musica, poi il cinema. Quasi una sonata: Bresson, Kubrik, Fellini, Gaàl, Venezia, Marsilio - Saggi/Critica, pp. 128, 2011, ISBN 9788831708517